# Média (satrapia)

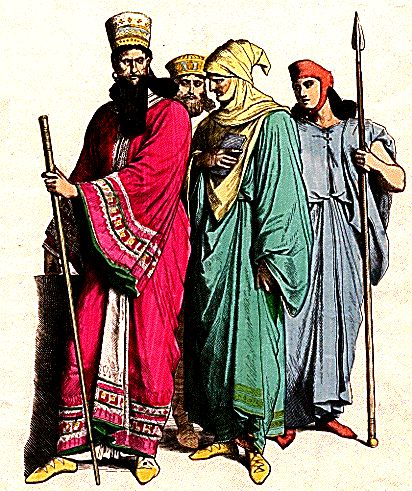
Representação artística de nobres medas e persas

A Média foi uma satrapia do Império Aquemênida, Império Selêucida, Império Parta e Império Sassânida.

## Etimologia
A fonte original de seu nome e pátria é um nome geográfico iraniano antigo transmitido diretamente, que é atestado como o persa antigo "Māda". O significado desta palavra não é conhecido com precisão. No entanto, o linguista Wojciech Skalmowski propõe uma relação com a palavra proto-indo-europeia "med (h)-", que significa “central, adequado ao meio”, referindo-se ao antigo índico "Madhya-" e ao antigo iraniano "Maidiia", ambas têm o mesmo significado. O latim médio, o grego méso e o alemão mittel são derivados da mesma forma.
Os eruditos gregos durante a antiguidade baseavam conclusões etnológicas nas lendas gregas e nas semelhanças de nomes. De acordo com o historiador grego Heródoto (440 a.C.):
| “ | Os medos eram, outrora, conhecidos por todos os outros povos pela designação de arianos, mas quando a mulher colca Medeia veio de Atenas para o país que habitavam, eles mudaram de nome, passando a chamar-se medos. | ” |

## Geografia
A Média era principalmente um planalto montanhoso com a altitude média de 900 a 1.500 metros acima do nível do mar. Uma parte considerável desta terra é uma estepe árida, onde há pouca precipitação pluvial, embora haja planícies férteis muito produtivas. A maioria dos rios flui para o grande deserto central, onde suas águas se dissipam em brejos e pântanos que secam no verão quente e deixam depósitos de sal. As barreiras naturais tornavam a defesa relativamente fácil. A cordilheira de Zagros é a mais elevada, com numerosos picos de mais de 4.270 metros de altitude, mas o cume mais elevado, o Monte Damavand, que tem 5.771 metros, se encontra na cordilheira Elbruz, perto do Mar Cáspio.

## História
Em 553 a.C., o príncipe persa Ciro, o Grande liderou uma rebelião contra Astíages, rei da Média. Ele obteve uma vitória decisiva em 550 a.C., que resultou na derrota de Astíages e na conquista da Média, juntamente com seus países vassalos. Assim, Ciro fundou o poderoso Império Aquemênida, que algum tempo depois estenderia suas fronteiras conquistando a Lídia e a Babilônia.
No Império Aquemênida, a Média manteve sua posição privilegiada, ocupando o segundo lugar, depois da própria Pérsia. A Média era uma satrapia grande, e sua capital, Ecbátana, se tornou uma das capitais aquemênidas e a residência de verão dos reis persas. Durante o período aquemênida, a Média abrangia o Azerbaijão iraniano, o Curdistão iraniano e a região ocidental do Tabaristão.[carece de fontes?] Quando Dario, o Grande assumiu o trono persa em 522 a.C., várias rebeliões ocorreram no império, em Babilônia, Elão, Armênia, Assíria, Pártia e na Média. Após a pacificação destas revoltas, a Média continua sendo uma província aquemênida. Nos primeiros anos após a revolta, o general persa Hidarnes foi sátrapa da Média. Depois disso, a satrapia mais ou menos desaparece dos registros históricos.
A Média se tornou visível novamente durante a guerra entre o rei macedônio Alexandre, o Grande e seu oponente Dario III, o então imperador do Império Aquemênida. Após a derrota deste último em Gaugamela em 331 a.C., ele tentou reunir um exército em Ecbátana, mas na primavera de 330 a.C., ele foi forçado a recuar para o leste e foi assassinado. Alexandre ocupa a Média, que era estrategicamente importante por controlar as linhas de contato da Macedônia, e inicialmente deixou-a sob o comando de seu confiável general Parmênio, que, no entanto, foi assassinado quando Alexandre suspeitou de seu filho Filotas. A Média foi entregue ao general Atropates, que em 325 a.C. suprimiu uma rebelião liderada por Bariaxes.
Após a morte de Alexandre em 323 a.C., Atropates foi removido do cargo e substituído pelo general macedônio chamado Peiton. No entanto, Atropates conseguiu manter a parte norte da Média sob seu controle, e por isso Peiton só conseguiu ter a parte sul. A Média do sul passou a ser conhecida como Média Menor ou Matiana e acabou nas mãos de Seleuco I, do Império Selêucida, que incluía partes da Anatólia e da Síria, toda a Mesopotâmia e o planalto iraniano. A Média continuava a ser de grande importância; era simplesmente os coração do Império Selêucida, assim como havia sido o núcleo do Império Aquemênida. A parte norte da Média permaneceu como um reino independente, chamado Atropatene, com a capital em Ganzaca.
A Média do sul permaneceu uma província do Império Selêucida por um século e meio, e o helenismo foi introduzido em toda parte. Por volta de 152 a.C., no entanto, a Média foi conquistada pelo rei parta Mitrídates I. Durante séculos, a Média foi o centro do Império Parta: embora suas capitais estivessem em Hecatômpilo, na Pártia, e Ctesifonte, na Mesopotâmia, os reis sempre tiveram que passar pela Média, e sabemos das atividades de construção parta em Ecbátana. Os país permaneceu sujeito aos partas até 226 d.C., quando passou, juntamente com Atropatene, para o domínio dos sassânidas. A essa altura, os medos haviam perdido seu caráter distintivo e já haviam se misturado completamente com os persas, formando um único povo. Durante os califados omíadas e abássidas, a própria Média foi chamada Jibal e o território atropateno foi chamada de Azerbaijão.

## Cidades
Embora estivesse na Grande Estrada do Coração, as fontes assírias não mencionam Ecbátana, a capital e cidade mais importante da Média. Há, no entanto, motivos para supor que a cidade Saguebita, repetidamente mencionada nos textos assírios, era uma forma anterior do nome Hamgmatāna encontrada no persa antigo. De acordo com Heródoto (1.98-99), a cidade foi construída no século VII a.C. por Dejóces. Situada aos pés do Monte Alvande, Ecbátana igualava Atenas em tamanho e dizia-se que possuía sete muralhas, uma dentro da outra e cada uma de uma cor diferente, uma tradição semelhante à associada ao palácio de Caicaus no Alborz e aos sete palácios de Vararanes V. Diodoro atribui uma implausível circunferência de cerca de 250 estádios à cidade, o que equivale a uma área de aproximadamente 50 milhas quadradas. É improvável que a capital meda tenha sido em seu auge uma cidade maior que a capital assíria, Nínive. É possível que a principal cidade no norte do país, que em tempos posteriores tinha o nome de Ganzaca, também se chamava Ecbátana e às vezes era confundida pelos gregos com a capital ao sul. Outra cidade muito importante era Rages, próxima do Mar Cáspio e nos limites orientais do país. Situada em um distrito homônimo, a cidade era o centro religioso do país e sua importância é indicada pela posição que ocupa nos livros de Tobias e Judite.
Outras cidades medas, cuja localização pode ser determinada com grande probabilidade, são Bagistana, Adrapana, Cancobar e Aspadana, todas localizadas na região de Zagros. Segundo Isidoro, Bagistana é uma “cidade situada em uma colina, onde havia um pilar e uma estátua de Semíramis”. A descrição de Isidoro e Diodoro identificam o lugar com a atual Beistum. Entre Bagistana e Ecbátana estava situada a cidade de Adrapana, que provavelmente é a atual vila de Artiman, localizada ao sul do Monte Alvande. Aspadana (moderna Isfahan), localizada no território da tribo meda dos paratacênios, é mencionada somente por Ptolemeu e permanece incerto se tal cidade existia no século 
VI a.C. Se existisse, era, na melhor das hipóteses, uma cidade periférica sem grande importância no extremo sul do país. Os medos preferiam espalhar-se em aldeias por seu vasto e variado território. Com exceção de Ecbátana, Ganzaca e Rages, as cidades medas eram sem grande importância. Mesmo essas cidades eram provavelmente de tamanhos moderados e tinham pouco esplendor arquitetônico, diferentemente das cidades mesopotâmicas.